# Ommatius barbiellinii
Ommatius barbiellinii är en tvåvingeart som beskrevs av Charles Howard Curran 1934. Ommatius barbiellinii ingår i släktet Ommatius och familjen rovflugor. Inga underarter finns listade i Catalogue of Life.